# Teenage Politics
Teenage Politics es el segundo álbum de estudio de la banda estadounidense de punk rock MxPx. Fue el primer álbum en incluir al guitarrista Tom Wisniewski.

## Lista de canciones
Todas las canciones escritas y compuestas por Mike Herrera.

Todas las canciones escritas y compuestas por Mike Herrera. 
| N.º | Título                                                         | Duración |  |
| 1.  | «Sugarcoated Poison Apple»                                     | 2:21     |  |
| 2.  | «Do & Don't»                                                   | 3:37     |  |
| 3.  | «Teenage Politics»                                             | 2:51     |  |
| 4.  | «Punk Rawk Show»                                               | 2:32     |  |
| 5.  | «The Opposite of Intellect»                                    | 2:51     |  |
| 6.  | «False Fiction»                                                | 3:25     |  |
| 7.  | «Falling Down»                                                 | 2:04     |  |
| 8.  | «Moneytree»                                                    | 1:41     |  |
| 9.  | «Rainyday»                                                     | 2:42     |  |
| 10. | «Like Sand Thru the Hourglass... So Are the Days Of Our Lives» | 1:57     |  |
| 11. | «Democracy»                                                    | 1:53     |  |
| 12. | «Something More»                                               | 2:19     |  |
| 13. | «Different Things»                                             | 1:18     |  |
| 14. | «Misunderstanding»                                             | 2:42     |  |
| 15. | «Study Humans»                                                 | 2:20     |  |
| 16. | «Inquiring Minds Want to Know»                                 | 2:17     |  |
| 17. | «I'm the Bad Guy»                                              | 1:42     |  |
| 18. | «Americanism»                                                  | 2:28     |  |
| 19. | «Dolores [Hidden track]»                                       | 2:37     |  |

## Personal
- Mike Herrera - bajista, vocalista
- Tom Wisniewski - guitarrista, coros
- Yuri Ruley - baterista